# Leordina
Leordina – wieś w Rumunii, w okręgu Marmarosz, w gminie Leordina. W 2011 roku liczyła 2547 mieszkańców.